# Kalli Clark-Sternberg
Kalli Clark-Sternberg (* im 20. Jahrhundert) ist eine britische Schauspielerin und Sängerin. Sie war von 1998 bis 2000 Mitglied der britischen Pop-Girlgroup Precious.

## Leben

### Precious
Kalli Clark-Sternberg startete 1998 ihre Musikkarriere in der britischen Girlgroup Precious, die 1999 mit dem Song Say It Again am britischen Vorentscheid zum Eurovision Song Contest in Jerusalem teilnahmen und diesen gewannen. Obwohl Say It Again in den britischen Charts ein Top-Ten-Hit wurde, floppte er beim Eurovision Song Contest, und so erreichten Precious mit 38 Punkten nur den zwölften Platz. Weitere Veröffentlichungen von Precious erzielten nur bescheidene Erfolge, was schließlich ausschlaggebend für die Auflösung der Band im Jahre 2000 war. 

### Schauspielerische Karriere
1995 hatte Clark-Sternberg eine Rolle in der britischen Fernsehserie Mud.

## Filmografie (Auswahl)
- 1995: Mud (Fernsehserie, 1 Episode)